# Nattens drottning (sång)
"Nattens drottning", skriven av Lasse Holm och Ingela "Pling" Forsman, var bidrag nummer 9 i Melodifestivalen 1989. Låten framfördes av norrmannen Haakon Pedersen och svenskan Elisabeth Berg, och kom på delad femte plats. Den låg 1989 även på Svensktoppen.
Låten innehåller stycken ur "Nattens drottnings aria" ur Trollflöjten.